# Seih
Víctor García Ferreira  (24 de agosto de 1987) es un MC de género Rap. Es conocido miembro de los dos grupos famosos de rap español Crew Cuervos, El Artefuckto. Su primer debut en la música fue en 2001.

## Biografía

### Infancia
Seih es un MC de Móstoles que comenzó su carrera musical allá por él 2001. Aunque dio sus primeros pasos en esto del hip hop como MC en varias formaciones  ( F.S. y Entrelíneas ), decide seguir en solitario junto a DJ Jhomp ( 2006 ).

### Carrera
En 2007 formará el grupo el Artefuckto junto a los Mc´s Pekeño y Nasho, y por supuesto junto a DJ Jhomp, quien a parte de ser del DJ de la banda, también sería el encargado junto a DJ Est de la producción de los beats y el sonido. El primer trabajo en forma de maqueta llevaba por título RAPARAPER . Con esta maqueta la banda se abrió un pequeño hueco en la escena del rap nacional del momento, apareciendo en ella como un nuevo grupo emergente.
En 2009 entra a formar parte del colectivo ¨ Crew Cuervos ¨, formado por varios de los mejores MC's y DJ's del panorama nacional de entonces y de ahora. Como era de esperar después de escuchar su primer maxi, los cuervos tuvieron una gran aceptación y lanzaron su primer disco CARRIE, el cual les posicionó como una formación a tener muy en cuenta y les abrió las puertas de festivales como, Cultura Ubana, Mulafest, Hypnotic Festival, además de girar y llenar salas por toda la península.
Tras el disco del colectivo, en 2010 "El Artefuckto" vuelve a la carga con "Litros y Letras" la segunda maqueta del grupo que ya empezaban a pegar fuerte en el underground español mostrando un estilo propio, dicha maqueta les brindó la oportunidad de mostrar su música en directo en diferentes salas y festivales de poca relevancia. En 2012 y tras sufrir varios cambios, la formación lanza su segundo disco titulado HEROES Y VILLANOS. También muy bien valorado por el público nacional y a nivel internacional, sobre todo en América latina. A pesar de él éxito y de seguir teniendo abiertas las puertas de festivales como Viñarock. deciden darse un descanso del que todavía no han vuelto.
Tras el segundo disco del colectivo, en 2013, el grupo madrileño "El Artefuckto" también de la mano de "Boa Music" sorprende con un nuevo trabajo "A nuestro ritmo" mucho más extenso que sus anteriores trabajos pero igual de contundente, tratando temas sociales pero a la vez ofreciendo un mensaje positivo con temas como "Si la vida se me escapa" llegando casi al medio millón de reproducciones en YouTube.
Este MC mostoleño, tras varias giras por España, amplias colaboraciones y más de 15 años de carrera musical hoy por hoy trabaja en el proyecto XIII junto a Isaac ( Crew Cuervos ), DJ Es.t.  y DJ Jhomp, en su segundo trabajo "Inopia" (producido íntegramente por BeatUpBeats) y trabajos sueltos en colaboración también con BeatUpBeats.

## Discografía
Crew Cuervos: Maxi
| Crew Cuervos: Maxi                                                                | Crew Cuervos: Maxi          | Crew Cuervos: Maxi    |
| Maxi de Crew Cuervos                                                              | Maxi de Crew Cuervos        | Maxi de Crew Cuervos  |
| --------------------------------------------------------------------------------- | --------------------------- | --------------------- |
| Publicación                                                                       | 2009                        | 2009                  |
| Género(s)                                                                         | Hip hop hardcore, rap       | Hip hop hardcore, rap |
| Discográfica                                                                      | Zona Bruta                  | Zona Bruta            |
| Cronología de Crew Cuervos \| Primero \| Discografía de Crew Cuervos \| Carrie \| |                             |                       |
| editar datos en Wikidata                                                          |                             |                       |
| Primero                                                                           | Discografía de Crew Cuervos | Carrie                |

Crew Cuervos: Maxi  es el primer trabajo grabado de forma profesional por el grupo de rap Crew Cuervos.
1. Intro
2. Pásala
3. Maaamma!!!
4. Pásala [Instrumental]

### Carrie
- 1. Intro
  2. Imperios
  3. Veo veo
  4. El recordatorio
  5. La danza del cuervo
  6. El justo
  7. Elementos
  8. Interludio
  9. Peter Pan no tiene un arma
  10. Pide, pide
  11. Olvidados al amanecer
  12. Alas negras
  13. Ingenio de escalera
  14. Suicidio colectivo
  15. Outro Carrie

### Héroes & Villanos
| Álbum de Crew Cuervos      | Álbum de Crew Cuervos | Álbum de Crew Cuervos |
| -------------------------- | --------------------- | --------------------- |
| Publicación                | 2012                  | 2012                  |
| Género(s)                  | Hip hop hardcore, rap | Hip hop hardcore, rap |
| Discográfica               | BoaCor                | BoaCor                |
| Cronología de Crew Cuervos |                       |                       |
| editar datos en Wikidata   |                       |                       |

| Carrie | Discografía de Crew Cuervos | Último |

Héroes & Villanos es el segundo LP de Crew Cuervos . En él ya no aparecen Artes (rapero) ni Zénit, pero se suma Zatu al grupo. Cuenta con la única colaboración de Tosko en el tema Livertad.
- 1. Intro
  2. Hemos matado a Carrie
  3. Disciplina
  4. El Gran Golpe
  5. El informativo
  6. Interludio (Héroes)
  7. Héroes
  8. No volveré a caer
  9. El Monstruo de los 8 brazos
  10. Livertad (feat Tosko)
  11. La Ley de la Selva
  12. Prime Time
  13. Interludio (Villanos)
  14. Villanos
  15. Y te sacarán los ojos
  16. Plan alternativo
  17. El engranaje
  18. Outro / Pista oculta: Fraseos Dj CC vol.

## El Artefuckto[1][2]
| El Artefuckto: Raparaper    | El Artefuckto: Raparaper   | El Artefuckto: Raparaper   |
| Raparaper de El Artefuckto  | Raparaper de El Artefuckto | Raparaper de El Artefuckto |
| --------------------------- | -------------------------- | -------------------------- |
| Publicación                 | 2009                       | 2009                       |
| Género(s)                   | Hip hop hardcore, rap      | Hip hop hardcore, rap      |
| Discográfica                |                            |                            |
| Cronología de El Artefuckto |                            |                            |
| editar datos en Wikidata    |                            |                            |

1. Resaka [Producido por Dj Es.T
2. Como pasa el tiempo [Producido por Dj Es.T]
3. Quien me da alas [Producido por Dj Es.T]
4. Ritmos alcohol y humo [Producido por Dj Es.T]
5. Drama [Base Internet]
6. Evolución [Producido por Dj Es.T]
7. Jhompboy [Producido por Dj Jhomp]
8. Largo palabral [Producido por Dj Es.T]
9. El show [Producido por Dj Es.T]
10. Se llama rap (con Deison) [Producido por Dj Es.T]
11. Pekeas tactikas [Producido por Dj Es.T]
12. Seih y Jhomp [Producido por Dj Es.T]
13. El claustro [Producido por Dj Es.T]
14. 007 [Producido por Dj Es.T]
15. Seihmon dice [Producido por Pre]
16. Jhomp tornamesa [Producido por Dj Jhomp]
17. Generación perdida [Producido por Dj Es.T]
18. No eres nadie [Producido por Dj Es.T]
19. Llamalo x [Producido por Dj Es.T]
20. Tecnikos de feria (con Bajo Mínimos) [Producido por Dj Es.T]
21. Hip Jhomp 2 [Producido por Dj Jhomp]

## El Artefuckto[1]Litros y letras
| Raparaper de El Artefuckto  | Raparaper de El Artefuckto | Raparaper de El Artefuckto |
| --------------------------- | -------------------------- | -------------------------- |
| Publicación                 | 2010                       | 2010                       |
| Género(s)                   | Hip hop hardcore, rap      | Hip hop hardcore, rap      |
| Discográfica                |                            |                            |
| Cronología de El Artefuckto |                            |                            |
| editar datos en Wikidata    |                            |                            |

1. Intro [Producido por Ferrán MDE]
2. El artefuckto [Producido por Dj Es.T]
3. Gofresh [Producido por Dj Jhomp]
4. Me acuerdo [Producido por Dj Jhomp]
5. Experiencia [Producido por Dj Jhomp]

## El Artefuckto[1]A nuestro ritmo
| ¨A nuestro ritmo" de El Artefuckto | ¨A nuestro ritmo" de El Artefuckto | ¨A nuestro ritmo" de El Artefuckto |
| ---------------------------------- | ---------------------------------- | ---------------------------------- |
| Publicación                        | 2013                               | 2013                               |
| Género(s)                          | Hip hop hardcore, rap              | Hip hop hardcore, rap              |
| Discográfica                       | BoaCor                             | BoaCor                             |
| Cronología de El Artefuckto        |                                    |                                    |
| editar datos en Wikidata           |                                    |                                    |

1. Intro a nuestro ritmo
2. Manual de instrucciones
3. Circo de políticos
4. A.R.T
5. A ritmo de Pekeño
6. Corazas de plástico
7. Sin censura
8. Siéntelo en el pecho (con Nueva Era)
9. En la calle en la que vivo
10. A ritmo de Seih
11. No more
12. Extra-ordinarios
13. Yo en mi casa y rap en la de todos
14. Todo lo contrario (con Rayden y Ferrán MDE)
15. No con 4
16. A ritmo de Nasho
17. Cuervonation (con Bodas, Trafik y Zatu)
18. Go-fresh (con Nata)
19. A ritmo de Jhomp
20. Si la vida se me escapa

## XIII (TREZE)[1]Maxi
| ¨TREZE" de XIII          | ¨TREZE" de XIII       | ¨TREZE" de XIII       |
| ------------------------ | --------------------- | --------------------- |
| Publicación              | 2015                  | 2015                  |
| Género(s)                | Hip hop hardcore, rap | Hip hop hardcore, rap |
| Discográfica             |                       |                       |
| Cronología de XIII       |                       |                       |
| editar datos en Wikidata |                       |                       |

## XIII (TREZE)[1]Soltando lastre
| ¨Soltando lastre" de XIII | ¨Soltando lastre" de XIII | ¨Soltando lastre" de XIII |
| ------------------------- | ------------------------- | ------------------------- |
| Publicación               | 2015                      | 2015                      |
| Género(s)                 | Hip hop hardcore, rap     | Hip hop hardcore, rap     |
| Discográfica              |                           |                           |
| Cronología de XIII        |                           |                           |
| editar datos en Wikidata  |                           |                           |

1. Licor de lagarto [Producido por Dj Jhomp y Dj Es.T]
2. Lo haremos más grande [Producido por Dj Keru]
3. Cuerpo a cuerpo (Remix) [Producido por Dj Es.T]
4. Estamos solos (con El club de los tristes) [Producido por Dj Es.T y Dj Keru]
5. Un martes y 13 [Producido por Dj Es.T]
6. Juega [Producido por Dj Es.T]
7. Folios rotos (con Endikah) [Producido por Dj Es.T y Dj Jhomp]
8. Soltando lastre [Producido por Dj Es.T]
9. La verdad duele (con El Artefuckto) [Producido por Dj Keru]
10. A dos palmos del suelo [Producido por Dj Keru]
11. Veneno [Producido por Dj Es.T]
12. Los chicos de barrio también aman (con Jorge Mostaza) [Producido por Dj Keru]
13. 13 [Producido por Dj Jhomp y Dj Es.T]

## XIII (TREZE)Inopia
| ¨Inopia" de XIII         | ¨Inopia" de XIII      | ¨Inopia" de XIII      |
| ------------------------ | --------------------- | --------------------- |
| Publicación              | 2016                  | 2016                  |
| Género(s)                | Hip hop hardcore, rap | Hip hop hardcore, rap |
| Discográfica             |                       |                       |
| Cronología de XIII       |                       |                       |
| editar datos en Wikidata |                       |                       |

1. Sushi [Producido por BeatUpBeats]
2. Premier [Producido por BeatUpBeats]
3. Escribo poesía [Producido por BeatUpBeats]
4. Fuck money [Producido por BeatUpBeats]
5. My life [Producido por BeatUpBeats]
6. Inopia [Producido por BeatUpBeats]
7. Pasan [Producido por BeatUpBeats]
8. Clap [Producido por BeatUpBeats]
9. Raw gin [Producido por Beat up beats]
10. Sugarman [Producido por Beat up beats]
11. Beat up beats [Producido por BeatUpBeats]
12. Black flowers [Producido por Beat up beats]

### Como solista
- EPIPHANY 1
- EPIPHANY 2 “Tirando del carro“
- Seih- Si llegamos a ese puente
- Seih - Otro Maron
- Seih- Clasic

### Colaboraciones
- Rayden - 11.Imágenes (Con Seih, Chakal e Isaac) - Estaba escrito. 2010
- AAC, SEIH, NORVER, DJ ES.T Y DJ JHOMP - CUERPO A CUERPO 2013
- Bajo Mínimos Te Estoy Queriendo Tanto (Feat Seih Rayden) [La Semilla 2011]